# Buddy Longway
Buddy Longway è una serie a fumetti (bande dessinée) belga, avente per protagonista l'eponimo trapper e la sua famiglia.
È stata creata nel 1972 dal disegnatore e sceneggiatore svizzero Claude de Ribapierre – meglio noto con lo pseudonimo Derib – per la versione francese della rivista belga Tintin, dell'editore Le Lombard.

## Storia editoriale
La prima storia di Buddy Longway, Première chasse (Prima caccia), venne pubblicata nel giugno 1972 nel numero 16 del trimestrale Tintin Sélection, dell'editore Le Lombard. Si trattava di una rivista antologica di piccolo formato, che presentava storie brevi complete di personaggi della testata madre, Le Journal de Tintin, oppure di personaggi creati ex novo; in questo caso, la rivista faceva da "termometro" per misurarne il gradimento da parte dei lettori, e in caso di approvazione il fumetto sarebbe stato promosso con la pubblicazione delle storie successive direttamente in Tintin.
Nel caso di Buddy Longway, il successo non tardò: e l'anno successivo la prima storia lunga (46 tavole, il classico formato franco-belga), Chinook, fu serializzata a puntate nella versione francese di Tintin (che all'epoca era stata da poco rilanciata con il sottotitolo L'hebdoptimiste).